# Mihai Sorin Dringo
Mihai Sorin Dringo (né le 6 novembre 2001 à Oradea) est un athlète roumain, spécialiste du 400 mètres. 

## Biographie
En 2022, il remporte le 400 mètres des Championnats des Balkans. 
Il devient champion de Roumanie en 45 s 38, un record national.
En 2023 il termine 3e des Universiades de Chengdu, derrière le Portugais João Coelho et l'Australien Reece Holder, établissant à cette occasion un nouveau record de Roumanie.

### Palmarès
| Date | Compétition              | Lieu    | Résultat | Épreuve | Performance |
| ---- | ------------------------ | ------- | -------- | ------- | ----------- |
| 2022 | Championnats des Balkans | Craiova | 1er      | 400 m   | 45 s 79     |
| 2023 | Universiades             | Chengdu | 3e       | 400 m   | 45 s 27     |

### Records
| Épreuve    | Performance | Lieu    | Date        |
| ---------- | ----------- | ------- | ----------- |
| 400 mètres | 45 s 27     | Chengdu | 3 août 2023 |